# Caroline (atol)
Caroline, ang. Caroline Atol, pierwotnie Millennium Island (pol. Wyspa Milenijna) – najbardziej wysunięty na wschód spośród niezamieszkanych atoli koralowych archipelagu Line Islands, należącego do państwa wyspiarskiego Kiribati na Oceanie Spokojnym.
Wyspa została odkryta przez Europejczyków w 1606 roku. W 1868 roku roszczenia do niej wysunęli Brytyjczycy, a od 1979 roku jest częścią niepodległego państwa Kiribati. Caroline ma stosunkowo nietknięte środowisko naturalne i jest uważana za jedną z najbardziej dziewiczych tropikalnych wysp, pomimo eksploatacji guana, zbiorów kopry i osadnictwa z XIX i XX wieku. Znajduje się na niej jedna z największych populacji krabów palmowych, jest także ważnym siedliskiem lęgowym wielu gatunków ptaków morskich, przede wszystkim rybitwy czarnogrzebietej.
Jako że wyspa Caroline wznosi się tylko sześć metrów nad poziomem morza, jest zagrożona potencjalnym wzrostem poziomu wód w oceanach. Rząd szacuje, że wyspa może zostać całkowicie pochłonięta przez wody w roku 2025. Organizacja Narodów Zjednoczonych oceniła, że wyspa znajduje się wśród najbardziej zagrożonych podwyższeniem poziomu morza wysp.